# كارل ببر
كارل ببر (بالإنجليزية: Carl Pepper)‏ هو لاعب كرة قدم بريطاني في مركز الوسط، ولد في 26 يوليو 1980 في دارلينغتون في المملكة المتحدة. لعب مع دارلينجتون إف سى.

## وصلات خارجية
- كارل ببر على موقع قاعدة بيانات كرة القدم.إي يو (الإنجليزية)
- كارل ببر على موقع Soccerbase.com (لاعب) (الإنجليزية)